# Roy Miller
Pour les articles homonymes, voir Miller.
Roy Miller est un footballeur international costaricien né le 24 novembre 1984 à Cartago. Il évolue au poste d'arrière gauche avec le Deportivo Saprissa.